# ريكى نيلسون
ريكى نيلسون (بالإنجليزية: Ricky Nelson)‏ هو عازف قيثارة ومغني وموسيقي وكاتب أغاني وممثل أمريكي، ولد في 8 مايو 1940 في الولايات المتحدة، وتوفي في 31 ديسمبر 1985 بدالاس في الولايات المتحدة.

## أعمال

### مسلسلات
- مغامرات أوزي وهارييت

## وصلات خارجية
- ريكى نيلسون على موقع IMDb (الإنجليزية)
- ريكى نيلسون على موقع الموسوعة البريطانية (الإنجليزية)
- ريكى نيلسون على موقع روتن توميتوز (الإنجليزية)
- ريكى نيلسون على موقع ألو سيني (الفرنسية)
- ريكى نيلسون على موقع ميوزك برينز (الإنجليزية)
- ريكى نيلسون على موقع رولينغ ستون (الإنجليزية)
- ريكى نيلسون على موقع أول موفي (الإنجليزية)
- ريكى نيلسون على موقع قاعدة بيانات الأفلام السويدية (السويدية)
- ريكى نيلسون على موقع إن إن دي بي (الإنجليزية)
- ريكى نيلسون على موقع أول ميوزيك (الإنجليزية)
- ريكى نيلسون على موقع أول ميوزيك (الإنجليزية)